# Недопорно (вебсеріал)
«Недопорно» (англ. James Gunn's PG Porn), іноді «Порно для всієї родини», — вебсеріал 2008-2009 років, створений братами Ґаннами: Джеймсом, Браяном і Шоном. Серіал є пародією на порнофільми, де безпосередньо перед статевим актом відбувається якась несподівана ситуація. У кожному епізоді знімається професійний актор-чоловік, головні жіночі ролі також виконують справжні порноакторки.
Основний сенс фільму розкривається у фінальних титрах: «Для тих, хто любить у порно все... крім сексу» (англ. For people who love everything about Porn... except the sex).
Перша серія «Вставляє твоїй дружині» (англ. Nailing Your Wife) вийшла на сайті spike.com і зібрала за тиждень понад мільйон переглядів. Тож spike.com одразу замовив у творців ще 11 серій (вийшло 8).
Назва серіалу — PG Porn — обіграє систему вікових рейтингів у США, де PG — скорочення Parental Guidance, що рекомендує присутність батьків при перегляді дітьми фільму із таким рейтингом. Незважаючи на назву, серіал не вписується в рамки даного рейтингу: хоча в ньому відсутній секс, в деяких епізодах містяться елементи насильства і частково нецензурна лайка.
За словами Джеймса Ґанна, ідея серіалу прийшла йому на початку 2000-х, коли короткометражні вебсеріали ще не були поширені. Продюсерами серіалу виступили Стівен Блейкгарт із компанії The Good Boys Productions та Джейк Зим і Пітер Сафран із Safran Digital Group (SDG).

## Епізоди «Недопорно»
Назви епізодів обігрують назви відомих фільмів, що часто робиться у справжніх порнофільмах. Режисер усіх серій — Джеймс Ґанн (7 епізод — разом із Пітером Елтоном), композитор — Тайлер Бейтс.
| Номери епізодів | Назви | Дата виходу     | Сценаристи               | У ролях |
| --------------- | --- | --------------- | ------------------------ | --- |
| 1               | Вставляє твоїй дружині (Nailing Your Wife) | 8 жовтня 2008   | Браян Ґанн               | Натан Філліон — Кріс, Арія Джованні — Ембер Ґраймз |
| 2               | Міцні горішки (Peanus) | 18 грудня 2008  | Джеймс Ґанн              | Майкл Розенбаум — Чарлі Браун, Беладонна — Люсі, Тіффані Шепіс — Саллі, Маккензі Фіргенс — Вайолет, Шон Ґанн — Пеппермінт Петті, Еліза Еліот — Марсі, Джеймс Ґанн — Лінус, Стівен Блейкгарт — Свинятко, Лі Кірк — Шредер, Майкл Шмідт — мама Чарлі, д-р Веслі фон Спірс — Снупі |
| 3               | Дуже пістрункове Різдво (A Very Peanus Christmas) (назва епізоду — посилання на «A Very Special Christmas» і подібні назви різних художніх, музичних та подібних творів) | 22 грудня 2008  | Джеймс Ґанн              | Майкл Розенбаум — Чарлі Браун, Беладонна — Люсі, Тіффані Шепіс — Саллі, Маккензі Фіргенс — Вайолет, Шон Ґанн — Пеппермінт Петті, Еліза Еліот — Марсі, Джеймс Ґанн — Лінус, Стівен Блейкгарт — Свинятко, Лі Кірк — Шредер, Майкл Шмідт — мама Чарлі, д-р Веслі фон Спірс — Снупі |
| 4               | Дорожня дупо-мога (Roadside Ass-istance) (назва епізоду — гра слів із roadside assistance, дорожня технічна допомога)                                                    | 26 січня 2009   | Джеймс Ґанн              | Джеймс Ґанн — Механік Ленс, Саша Грей — Тріша Скроті |
| 5               | - (Squeal Happy Whores) | 17 лютого 2009  | Джеймс Ґанн, Терра Наомі | Джо Фрія — Джої Боун (Кістка), Дженна Гейз — у ролі себе, Пітер Елтон — кінооператор |
| 6               | Послужливий автобус (Helpful Bus) (жартівливе посилання на книгу та мультфільм "Bertie the Helpful Bus" про автобус, який безплатно допомагав людям)                     | 17 березня 2009 | Джеймс Ґанн              | Шон Ґанн — Джейсон, Брі Олсон — Гарнюня Треші, Крейг Робінсон — Гаванський Боб, Пітер Елтон — кінооператор, Мікаела Гувер — Джулі, Мері Лав — розпутниця №1, Сара Агор — розпутниця №2, Стівен Блейкгарт — Гвідо, Браян Ґанн — хлопець                                          |
| 7               | Рівно у вагіну (High Poon) (назва епізоду — посилання на фільм «Рівно опівдні»)                                                                                          | 22 квітня 2009  | Браян Ґанн               | Алан Тудик, Беладонна, Джеймс Ґанн, DJ Stryker |
| 8               | Генітальний госпіталь (Genital Hospital) (назва епізоду — посилання на серіал «Головний госпіталь»)                                                                      | 23 липня 2009   | Браян Ґанн               | Шон Ґанн — Білл Скроті, Беладонна — д-р Пунвотер |